# Lisova Volîțea, Krasîliv
Lisova Volîțea (în ucraineană Лісова Волиця) este un sat în comuna Kremenciukî din raionul Krasîliv, regiunea Hmelnîțkîi, Ucraina.

## Demografie
Componența lingvistică a localității Lisova Volîțea
     Ucraineană (98,71%)
     Alte limbi (1,29%)
Conform recensământului din 2001, majoritatea populației localității Lisova Volîțea era vorbitoare de ucraineană (98,71%), existând în minoritate și vorbitori de alte limbi.